# 휴먼 타겟 (2010년 드라마)
《휴먼 타겟》(Human Target)은 FOX에서 2010년 1월 15일부터 2011년 2월 9일까지 방송한 미국의 텔레비전 드라마이다. 렌 윈과 카마인 인팬티노가 창조한 동명의 DC 코믹스 인물을 원작으로 한다.

## 개요
샌프란시스코의 전직 자객 크리스토퍼 챈스는 사설 경호와 보안 일을 하고 있다. 고객의 삶에 완전히 녹아들어 "휴먼 타겟"이 되는 것이 크리스토퍼의 방식이다. 동업자 윈스턴, 살인 청부업자 게레로, 옛 고객 일사가 그를 돕고 있으며, 도둑 에임스가 일에 동참하게 된다.

## 출연
- 마크 밸리 - 크리스토퍼 챈스 역
- 샤이 맥브라이드 - 윈스턴 역
- 재키 얼 헤일리 - 게레로 역
- 인디라 바마 - 일사 푸치 역
- 재닛 몽고메리 - 에임스 역